# Mohamed Elneny
Mohamed Naser Elsayed Elneny ([mæˈħæm.mæd ˈnɑːseɾ esˈsæj.jed enˈnen.ni], egyptisk arabiska: محمد ناصر السيد الننى), född 11 juli 1992 i al-Mahalla al-Kubra, Egypten, är en egyptisk fotbollsspelare som spelar som mittfältare för Al Jazira i Abu Dhabi i Förenade Arabemiraten. Han spelar även för det egyptiska landslaget där han bland annat medverkat i Afrikanska mästerskapen 2017, 2019, 2021 och 2023, samt i fotbolls-VM 2018.

## Klubbkarriär
Den 14 januari 2016 värvades Elneny från FC Basel till Arsenal. Den 26 mars 2018 förlängdes kontraktet.
Den 31 augusti 2019 värvades Elneny av Beşiktaş på ett ettårslån.
Den 24 maj 2022 förlängde Elneny sitt kontrakt med Arsenal. Den 21 februari 2023 skrev Elneny på en ny kontraktsförlängning till sommaren 2024.

## Landslagskarriär
I december 2021 blev Elneny uttagen i Egyptens trupp till Afrikanska mästerskapet 2021.

## Meriter

### Klubblag

#### FC Basel
- Schweiziska superligan: 2012/2013, 2013/2014, 2014/2015, 2015/2016

#### Arsenal
- FA-cupen: 2016/2017
- FA Community Shield: 2017, 2020
- Ligacupen: Tvåa 2017/2018
- Europa League: Tvåa 2018/2019

### Landslag

#### Egypten
- Afrikanska mästerskapet: Tvåa 2017, tvåa 2021